# Draconema spinosum
Draconema spinosum är en rundmaskart som först beskrevs av Rowland Southern 1914.  Draconema spinosum ingår i släktet Draconema och familjen Draconematidae. Inga underarter finns listade i Catalogue of Life.